# Let Me Love You (Mario)
Let Me Love You è il primo singolo estratto dall'album Turning Point del cantante statunitense Mario del 2004. Prodotto da Scott Storch e scritta da un'allora sconosciuto Ne-Yo, il brano musicale ha raggiunto la prima posizione della Billboard Hot 100 e della Hot R&B/Hip-Hop Songs negli Stati Uniti. Il singolo ha avuto successo anche nel resto del mondo, raggiungendo la prima posizione anche in Germania, Nuova Zelanda e Paesi Bassi, e la seconda in Danimarca, Italia, Regno Unito e Svizzera. Il brano ha ricevuto una nomination ai Grammy nella categoria Best R&B Male Vocal Performance.

## Descrizione
Let Me Love You è stato prodotto da Scott Storch, e scritto da Ne-Yo, Scott Storch, e Kameron Houff. Il remix della canzone, sempre prodotto da Storch, contiene una parte rap cantata da Jadakiss e T.I..
Ha mantenuto la posizione numero 1 nella classifica americana per nove settimane da gennaio a marzo 2005, e ad oggi è il più grande successo di Mario. Ha raggiunto anche la seconda posizione in Italia, ed è stata in vetta anche alla classifica dei brani R&B/Hip Hop.

## Video musicale
Il video musicale prodotto per Let Me Love You è stato diretto nell'ottobre 2004 da Little X. Nel 2006 è stato nominato agli MTV Australia Video Music Awards nella categoria "miglior video R&B". I vestiti indossati nel video sono stati disegnati dalla stilista June Ambrose.

## Riconoscimenti
Nel 2005 il brano ha ricevuto alcune nomination per i Billboard Music Award, incluse quelle per "Hot 100 Single of the Year", "Hot 100 Airplay Single of the Year", "Hot R&B/Hip-Hop Single of the Year", "Hot R&B/Hip-Hop Airplay Single of the Year, vincendo in queste ultime due categorie. È stato anche nominato in occasione degli MTV Europe Music Award come miglior singolo R&B, in occasione dei BET Awards nella categoria "scelti dagli spettatori", ai MOBO Awards come "miglior singolo" ed ai Soul Train Music Awards come "miglior canzone R&B o soul". nel 2006, Mario è stato nominato ai Grammy Award come "miglior performance maschile R&B" con Let Me Love You.

## Curiosità
- Esiste una canzone, I Could Let You Love Me dei Tempramentals, che è una risposta al brano di Mario.

## Tracce
U.S. CD Single
1. Album Version
2. Remix Version
3. Mauve Remix Extended
4. Video

U.S. Promo CD
1. Album Version
2. Mauve Remix Edit

Australian CD single
1. Album Version
2. Remix Version
3. Whiz
4. Multimedia Track

12" Maxi Single
1. Let Me Love You
2. Let Me Love You (Instrumental)
3. Call Out Hook

Let Me Love You (Remix)
1. Let Me Love You (Feat. Jadakiss 3 T.I.)

## Classifiche

### Classifiche settimanali
| Classifica (2005)          | Posizione più alta |
| -------------------------- | ------------------ |
| Australia                  | 3                  |
| Austria                    | 6                  |
| Belgio (Fiandre)           | 3                  |
| Belgio (Vallonia)          | 12                 |
| Danimarca                  | 2                  |
| Finlandia                  | 16                 |
| Francia                    | 7                  |
| Germania                   | 1                  |
| Italia                     | 2                  |
| Norvegia                   | 5                  |
| Nuova Zelanda              | 1                  |
| Paesi Bassi                | 1                  |
| Regno Unito                | 2                  |
| Spagna                     | 18                 |
| Svezia                     | 18                 |
| Svizzera                   | 2                  |
| Billboard Hot 100          | 1                  |
| U.S. Hot R&B/Hip-Hop Songs | 1                  |
| U.S. Dance Radio Airplay   | 3                  |
| U.S. Hot Ringtones         | 5                  |
| U.S. Billboard Pop 100     | 6                  |

### Classifiche di tutti i tempi
| Classifica (1958-2021) | Posizione |
| ---------------------- | --------- |
| Stati Uniti            | 65        |